# Most Liuguanghe
Most Liuguanghe (chiń. upr. 六广河大桥; pinyin Liùguǎnghé dàqiáo) – most belkowy o wysokości 305 metrów znajdujący się nad rzeką Yachi w gminie miejskiej Liuguang, w powiecie Xiuwen, w prowincji Kuejczou, w południowych Chinach.
W latach 2001–2003 dzierżył miano najwyższego mostu na świecie pokonując 72-letni Most Royal Gorge w Stanach Zjednoczonych. W 2003 stracił tytuł na rzecz 366-metrowego mostu nad rzeką Beipan.